# Ценз
Ценз (лат. census від censeo — «роблю опис, перепис») має кілька значень і походить з Стародавнього Риму. Це був періодичний перепис громадян з оцінкою їх майна з метою розділення цих громадян на соціально-політичні, військові та податкові розряди. Сучасне значення терміна може позначати будь-які обмежувальні умови, а саме:
- Виборчий ценз — законодавче обмеження виборчого права (активного чи пасивного) за оцінкою їх майна, за ознакою статі, номінальністю, віком;
- Віковий ценз — вікове обмеження на зайняття певної посади, вид діяльності або ж статистичний перепис;
- Майновий ценз (англ. property qualification) — обмеження в правах людей, майно (або дохід) яких менше деякої певної величини;
- Освітній ценз — обмеження активного або пасивного виборчого права або можливості зайняття посади з вимогою певного рівня освіти.